# Anisota fuscosa
Anisota fuscosa är en fjärilsart som beskrevs av Ferguson 1971. Anisota fuscosa ingår i släktet Anisota och familjen påfågelsspinnare. Inga underarter finns listade i Catalogue of Life.